# Bob Spears
Robert Adam Spears, detto Bob (Sydney, 19 novembre 1893 – Neuilly-sur-Seine, 5 luglio 1950), è stato un pistard australiano, campione del mondo della velocità nel 1920 ad Anversa e medaglia d'argento di specialità nel 1921 e 1922.

## Carriera
Originario di Sydney, vinse la prima gara ciclistica all'età di 14 anni. Diventato professionista all'età di soli 19 anni, nel 1913 si aggiudicò la Sei giorni di Melbourne e concluse secondo in quella di Sydney. Trasferitosi a fine 1913 negli Stati Uniti, si impose in gare sulle tre e cinque miglia (vincendo anche il campionato all round statunitense 1918) e in svariate Sei giorni, con diversi risultati di prestigio anche a New York, Chicago, Boston e Newark, tanto da conquistarsi il soprannome di "Australiano volante".
Dopo la fine della prima guerra mondiale si trasferì a Parigi dove si affermò come specialista della velocità, battendo, già nel 1919, tutti i principali sprinter europei dell'epoca. Nelle annate seguenti conquistò numerosi Gran Premi (tra cui per tre volte il prestigioso Gran Premio di Parigi) e, nel 1920, il titolo mondiale di velocità ad Anversa, primo ciclista del Nuovissimo continente a riuscirvi, con una lunghezza di vantaggio su Ernst Kaufmann. Nel biennio 1921-1922 non riuscì a confermare il titolo iridato, venendo sconfitto in finale in entrambe le occasioni da Piet Moeskops.
Smise di correre nel 1932, dopo le ultime apparizioni in gara in Australia.
È morto nel luglio 1950 a Neuilly-sur-Seine, vicino a Parigi. Il 10 dicembre 1985 è stato inserito nella Sport Australia Hall of Fame.

## Palmarès
- 1913

Sei giorni di Melbourne (con Donald Kirkham)
- 1915

Sei giorni di Newark (con Reginald McNamara)
- 1916

Sei giorni di Chicago (con Reginald McNamara)
- 1920

Gran Premio di Parigi, Velocità
Campionati del mondo, Velocità
- 1921

Gran Premio di Parigi, Velocità
- 1922

Gran Premio di Parigi, Velocità
Gran Premio di Copenaghen, Velocità
Grand Prix de l'UVF (Parigi), Velocità
- 1925

Gran Premio di Copenaghen, Velocità